# Скупштина града Новог Сада
Скупштина града Новог Сада је представнички орган који врши основне функције локалне власти утврђене законом и Статутом града Новог Сада.
Скупштина има 78 одборника који се бирају на локалним изборима, на четири године.
Скупштина града састаје се по потреби, а најмање једном у три месеца.

## Председник Скупштине града Новог Сада
Председник Скупштине града Новог Сада организује рад Скупштине града, сазива седнице, предлаже дневни ред и председава седницама, стара се о остваривању јавности рада Скупштине града, потписује акте које је донела Скупштина града и врши и друге послове које му повери Скупштина града. Председника и заменика председника Скупштине града бира Скупштина из састава одборника, на четири године.
- председник Скупштине града Новог Сада
- заменик председника Скупштине града Новог Сада

## Секретар Скупштине града Новог Сада
Секретар Скупштине града Новог Сада се стара о обављању стручних послова у вези са сазивањем и одржавањем седница Скупштине и њених радних тела и руководи административним пословима везаним за њихов рад. Секретара Скупштине и заменика секретара поставља Скупштина, на предлог председника Скупштине града, на четири године.

## Одборничке групе
Актуелни сазив Скупштине града Новог Сада конституисан је на седници одржаној 7. августа 2024. године.
У Скупштини града Новог Сада тренутно делује 11 одборничких група и 1 ЛСВ одборник:
| Одборничке групе     | Одборничке групе                                                     | Места |
| -------------------- | -------------------------------------------------------------------- | ----- |
| Власт                | Власт                                                                | 46    |
|                      | "Александар Вучић – Нови Сад сутра"                                  | 35    |
|                      | "Социјалистичка партија Србије (СПС) - Јединствена Србија (ЈС)"      | 5     |
|                      | "Српска радикална странка (СРС)"                                     | 3     |
|                      | "Савез војвођанских Мађара - др Балинт Пастор"                       | 3     |
| Опозиција            | Опозиција                                                            | 32    |
|                      | "др Саво Манојловић - И ја сам Нови Сад - Крени - Промени"           | 8     |
|                      | "Странка слободе и правде и Покрет за преокрет"                      | 4     |
|                      | "Нада за Нови Сад – Нови ДСС-ПОКС"                                   | 4     |
|                      | "Србија центар - БРАВО Нови Сад"                                     | 4     |
|                      | "Народни покрет Србије - Еколошки устанак"                           | 4     |
|                      | "Демократска странка - Покрет слободних грађана - Зелено-леви фронт" | 4     |
|                      | "Хероји – Миша Бачулов"                                              | 3     |
| Без одборничке групе |                                                                      |       |
|                      | Војвођани - Лига социјалдемократа Војводине                          | 1     |